# Festival da Canção 1980
Das 17. Festival da Canção (portugiesisch Festival RTP da Canção 1980) fand am 7. März 1980 im Teatro São Luiz in Lissabon statt. Es diente als portugiesischer Vorentscheid für den Eurovision Song Contest 1980.
Moderatoren der Sendung waren Ana Zanatti und Eládio Clímaco.
Als Sieger ging José Cid mit dem Titel Um grande, grande amor hervor. Beim Eurovision Song Contest in Den Haag erhielt er 71 Punkte und belegte am Ende den 7. Platz.

## Teilnehmer
1. Semifinale
| Startnr. | Interpret           | Lied                | Musik und Text                                                   | Rang | Punkte |
| -------- | ------------------- | ------------------- | ---------------------------------------------------------------- | ---- | ------ |
| 1        | Lena d’Água         | Olá, Cega rega      | M/T: Paulo de Carvalho                                           | 4.   | 13     |
| 2        | Helena Isabel       | Um abraço mais nada | M/T: Nuno Gomes dos Santos                                       | 7.   | 11     |
| 3        | Duo Sarabanda       | Made in Portugal    | M: Armando Gama, T: Cristina Kopke                               | 5.   | 12     |
| 4        | Madi                | Lição de português  | M: Luís Pedro da Fonseca, T: Luís Pedro da Fonseca, António Sala | 2.   | 17     |
| 5        | Rosa do Canto       | Música suave        | M/T: João Henrique, Fernando Guerra                              | 5.   | 12     |
| 6        | As Alegres Comadres | Alegria em mi maior | M: Carlos Mendes, T: José Jorge Letria                           | 7.   | 11     |
| 7        | Fantástica Aventura | Ai, ai tão, tão     | M: Luís Pinto de Freitas, T: António Avelar de Pinho             | 9.   | 8      |
| 8        | Manuel José Soares  | Concerto maior      | M: Manuel José Soares, T: Manuel José Soares, Mário Contumélias  | 3.   | 14     |
| 9        | SARL                | Self made man       | M/T: Pedro Osório                                                | 1.   | 18     |

2. Semifinale
| Startnr. | Interpret    | Lied                   | Musik und Text                                               | Rang | Punkte |
| -------- | ------------ | ---------------------- | ------------------------------------------------------------ | ---- | ------ |
| 1        | Dina         | Guardado em mim        | M: Ondina Veloso, T: Eduardo Nobre                           | 2.   | 21     |
| 2        | Lara Li      | E pouco mais           | M: Rui Serôdio, T: Maria Manuel Cardoso Silva                | 5.   | 12     |
| 3        | Samuel       | Que ninguém te dê nome | M: Samuel Lopes Quedas, T: Manuel do Nascimento Lopes Branco | 4.   | 15     |
| 4        | Edmundo Falé | Nossa cantiga de amor  | M: Edmundo Falé, T: Edmundo Falé, Jorge Pint                 | 6.   | 9      |
| 5        | Jô           | Mensagem de paz e amor | M: Licínio França, T: Manuel Rodrigues                       | 9.   | 7      |
| 6        | Doce         | Doce                   | M: Pedro Brito, T: Tozé Brito                                | 3.   | 18     |
| 7        | Zélia Lopes  | Nada a perder          | M/T: Helder Fernandes                                        | 8.   | 8      |
| 8        | Bric-à-Brac  | Música portuguesa      | M/T: João Henrique, Fernando Guerra                          | 1.   | 22     |
| 9        | Zica         | Que rotina             | M/T: Helder Fernandes                                        | 6.   | 9      |

3. Semifinale
| Startnr. | Interpret               | Lied                      | Musik und Text                                             | Rang | Punkte |
| -------- | ----------------------- | ------------------------- | ---------------------------------------------------------- | ---- | ------ |
| 1        | José Cid                | Um grande, grande amor    | M/T: José Cid                                              | 1.   | 20     |
| 2        | Carlos Paião            | Amigos eu voltei          | M/T: Carlos Paião                                          | 6.   | 9      |
| 3        | Pedro Brito             | Era                       | M: Pedro Brito, T: Tozé Brito                              | 5.   | 12     |
| 4        | Acácio Janeiro          | Ao pé de ti (mulher nova) | M/T: Paulo de Carvalho                                     | 7.   | 8      |
| 5        | Alexandra, António Sala | Uma razão de ser          | M/T: Fernando Guerra                                       | 4.   | 14     |
| 6        | Carlos Paulo            | Amor quase louco          | M: Humberto Ruaz, T: Pedro Osório                          | 7.   | 8      |
| 7        | Zélia                   | Agosto em Lisboa          | M: Manuel José Soares, Isabel Soares, T: Mário Contumélias | 3.   | 16     |
| 8        | Carlos Alberto Vidal    | Um girassol no olhar      | M: Carlos Alberto Vidal, T: António Tavares Telles         | 9.   | 7      |
| 9        | Quarteto Música em si   | Esta página em branco     | M: António Branco, T: Gustavo Matos Sequeira               | 2.   | 19     |

Finale
| Startnr. | Interpret             | Lied                   | Musik und Text                                                   | Rang | Punkte |
| -------- | --------------------- | ---------------------- | ---------------------------------------------------------------- | ---- | ------ |
| 1        | Madi                  | Lição de português     | M: Luís Pedro da Fonseca, T: Luís Pedro da Fonseca, António Sala | 3.   | 45     |
| 2        | Manuel José Soares    | Concerto maior         | M: Manuel José Soares, T: Manuel José Soares, Mário Contumélias  | 7.   | 10     |
| 3        | SARL                  | Self made man          | M/T: Pedro Osório                                                | 4.   | 44     |
| 4        | Dina                  | Guardado em mim        | M: Ondina Veloso, T: Eduardo Nobre                               | 8.   | 5      |
| 5        | Doce                  | Doce                   | M: Pedro Brito, T: Tozé Brito                                    | 2.   | 68     |
| 6        | Bric-à-Brac           | Música portuguesa      | M/T: João Henrique, Fernando Guerra                              | 5.   | 40     |
| 7        | José Cid              | Um grande, grande amor | M/T: José Cid                                                    | 1.   | 92     |
| 8        | Zélia                 | Agosto em Lisboa       | M: Manuel José Soares, Isabel Soares, T: Mário Contumélias       | 9.   | 2      |
| 9        | Quarteto Música em si | Esta página em branco  | M: António Branco, T: Gustavo Matos Sequeira                     | 6.   | 24     |